# Jaco the Galactic Patrolman
Jaco the Galactic Patrolman (銀河パトロール ジャコ, Ginga Patorōru Jako) és un manga japonès escrit i il·lustrat per Akira Toriyama. Es va publicar al Weekly Shōnen Jump del juliol a l'octubre del 2013, amb els onze capítols junts en un sol volum per Shueisha. Conta la història de Jaco, un patruller galàctic o policia de l'univers, que ha vingut a la Terra a protegir-la d'un atac alienígena maligne.
L'onzè capítol revela que la història és una preqüela de Bola de Drac i presenta alguns dels seus personatges. Des de la conclusió de la sèrie, Jaco ha esdevingut un personatge recurrent en diverses publicacions de Bola de Drac. Els primers dos capítols es van emprar per fer una adaptació "Vomic" pel programa de televisió Sakiyomi Jum-Bang!. Viz Media va publicar-lo simultàniament a l'edició americana de Weekly Shonen Jump i va publicar el volum complet a Amèrica del Nord el 2015.
El manga ha estat portat en català per l'editorial Planeta Cómic.

## Argument
Jaco, un patruller galàctic enviat a la Terra per protegir-la d'un atac alienígena maligne, s'estavella a la Terra. Coneix el científic retirat Omori que s'ofereix per arreglar la seva nau espacial. L'endemà, el policia del govern Katayude informa Omori que no té permís per viure a l'illa i l'ha d'abandonar en una setmana o serà arrestat. Jaco descobreix que Omori ha continuat la seva investigació dels viatges en el temps per tal de salvar la seva difunta esposa i els seus ajudants. Realment només és capaç d'accelerar la manera com els usuaris senten el pas del temps, fent la il·lusió d'aturar el temps. Omori repara la nau espacial, però s'adona que necessita un metall molt car com a combustible.
Durant un viatge a la capital per comprar subministraments, Jaco salva una dona jove d'uns assaltants. Sense saber-ho ataca també a la policia, posant-lo així en recerca i captura. La dona, Tights, decideix unir-se a Jaco i Omori per anar a l'illa i compra una petita quantitat de l'esmentat metall amb els diners que va rebre per actuar com a doble d'una estrella de pop. Tot i que no prou per fer la casa de viatge, permeti Jaco per demanar ajuda. Tot això no és suficient per tornar a casa, però sí per enviar un missatge de socors per ràdio.
Katayude veu en Jaco a les notícies i s'adona que va veure el sospitós a l'illa d'Omori. L'endemà arriba amb un equip per arrestar en Jaco. Durant el combat, el coet on viatjava Tights s'avaria i comença a precipitar-se cap a la Terra. Omori utilitza la màquina de temps per donar-li prou temps a Jaco per salvar a Tights. Com a mostra d'agraïment per haver impedit la catàstrofe, Katayude no només li promet mantenir el seu secret, sinó que també permet Omori quedar-se a l'illa.
En el dia que se suposa que hi ha la invasió alienígena, Jaco no veu la nau i arriba a la conclusió que la Terra se n'ha deslliurat. Tanmateix, l'alienígena ha aterrat a la Terra i és adoptat per Son Gohan que li posa de nom Son Goku. Pensant a vendre peces de la nau per obtenir diners per comprar combustible, decideixen telefonar el pare de Tights, que resulta ser el Dr. Briefs, un geni científic i l'home més ric del món. Al final resulta que és la seva filla, Bulma, qui arregla l'antena i informa a tothom que el metall car no és la font d'energia de la nau, sinó que s'empra per emmagatzemar-la. A més, el coure pot fer la mateixa funció i és més econòmic. Jaco torna a casa i Omori compra l'illa amb els diners del Dr. Briefs. Anys més tard, Katayude es trasllada a l'illa, Tights ha esdevingut una escriptora de ciència-ficció, Jaco ha trobat una xicota i els visita ocasionalment, i Bulma emprèn una nova aventura per aconseguir les set boles de drac.

## Personatges
Jaco Teirimentenpibosshi (ジャコ・ティリメンテンピボッシ, Jako Tirimentenpibosshi)
Veu: Tsubasa Yonaga (Vomic), Natsuki Hanae (Dragon Ball Z: Resurrection 'F' / Dragon Ball Super)  (japonès), Todd Haberkorn (català)
Un patruller Galàctic extraterrestre amb un fort sentit de la justícia.
Tokunoshin Omori (大盛 徳之進, Ōmori Tokunoshin)
Veu: Issei Futamata (Vomic)  (japonès)
Un físic teòric misàntrop que viu sol a una illa on prèviament hi havia un laboratori del govern. Abans de l'inici de la sèrie, va treballar al laboratori secret intentant inventar una màquina de temps. Tanmateix, va abandonar el projecte després d'un accident que implicà moltes morts, incloent la de la seva muller.
Tights (タイツ, Taitsu)
Veu: Hiromi Tsuru (Dragon Ball Super)  (japonès), Anastasia Muñoz (català)
Una noia de disset anys que es fa amiga de Jaco i Omori i aspira a ser una escriptora de ciència-ficció. És la doble de cos d'An Azuki, una estrella de pop que serà enviada a l'espai. E va graduar a la universitat als setze anys i és la germana gran de Bulma.
Tamagoro Katayude (固茹 玉五郎, Katayude Tamagoro)
Veu: Takuya Satō (Vomic)  (japonès)
El cap de la policia marítima del Govern enviat per desnonar a Omori de l'illa per convertir-la en una destinació turística.
An Azuki (亜月 アン)
Veu: Sachie Hirai (Vomic)  (japonès)
Una estrella de pop de setze anys enviada a l'espai amb el coet "Twinkle 8" (キラキラ8号), on cantarà mentre orbiti la Terra dues vegades.